# Arithmometr

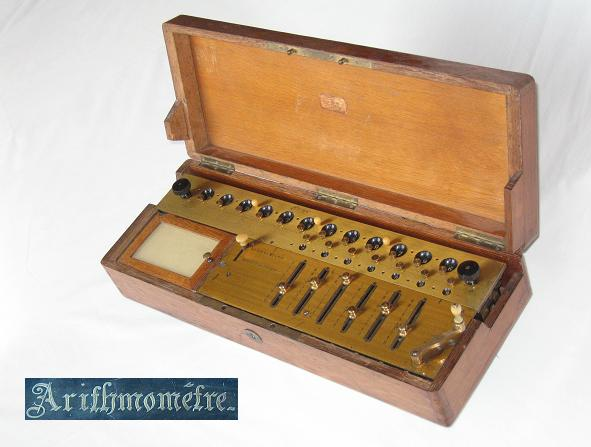
Arithmometr z roku 1887

Leibnizův ozubený válec, nastavený na číslici 3

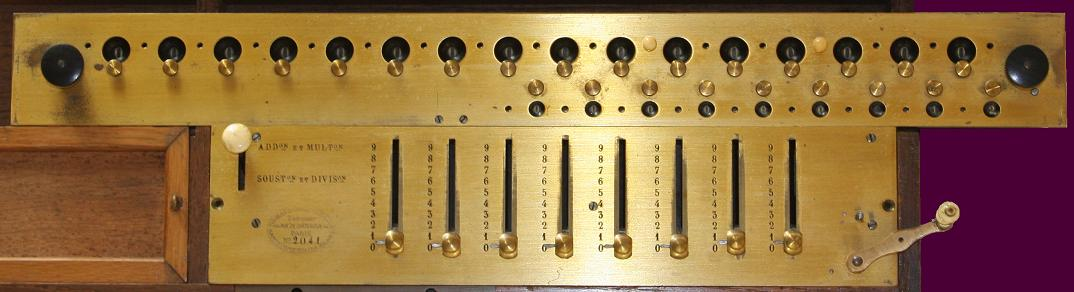
Panel arithmometru: Nahoře vozík se střadačem, pod ním čítač otáček, na obou koncích nulovací knoflíky. Dole páčky k nastavení čísla, vlevo přepínač sčítání - odčítání a vpravo klička.

Arithmometr byl mechanický počítací stroj, který si dal roku 1820 patentovat francouzský vynálezce a podnikatel Thomas de Colmar. Po různých zdokonaleních jej začal roku 1851 vyrábět a až do roku 1887 neměl konkurenta. Arithmometr se vyráběl v řadě variant a uměl sečítat a odečítat šesti- nebo osmimístná čísla, střadač měl deset až dvacet míst. Posuvný vozík se střadačem umožňoval i poloautomatické násobení a dělení.

## Princip
Arithmometr pracoval na principu Leibnizova ozubeného válce s devíti zuby odstupňované délky, který zabíral do sběrného kola, jehož pohyb se přenášel na příslušný kotouček střadače. Jednotlivé číslice se zadávaly posunutím ozubeného válce podél jeho osy pomocí páčky na panelu arithmometru. Když byl celý operand zadán, pracovník otočil kličkou a každé z kol pootočilo odpovídající kotouček střadače o příslušný počet zubů. Ve střadači byl ošetřen i přenos jednotky do vyššího řádu, kdykoli kotouček přešel z 9 na 0, takže otočením kličky se zadané číslo skutečně přičetlo nebo odečetlo od obsahu střadače.
Zároveň se v dolní řadě čítacích kotoučků na vozíku počítal počet otočení kličkou. Násobení potom probíhalo tak, že pracovník zadal násobenec a otočil kličkou tolikrát, kolik byla nejnižší číslice násobitele. Pak vozík ručně zvedl, posunul o jednu pozici doprava a postup opakoval pro vyšší číslice násobitele. Nakonec se na čítači otáček objevil celý násobitel a ve střadači součin. Podobně (s odčítáním) probíhalo i dělení. Černé knoflíky na obou koncích vozíku sloužily ke zvedání vozíku a k vynulování obou čítačů.

## Produkce
Přístroje byly precizně zpracované, jednoduché a spolehlivé, ovšem také poměrně nákladné: arithmometr podle provedení stál v roce 1855 od 250 do 500 franků. Přesto se jich do roku 1915 prodalo přes pět tisíc kusů. Po vynálezcově smrti roku 1870 výrobu vedla vdova, syn a další dědicové.
Koncem 19. století dostal arithmometr konkurenty: počítací stroj švédsko-ruského vynálezce Odhnera a dalších, takže kolem roku 1900 už podobné strojky vyrábělo několik výrobců v Německu, v USA a ve Velké Británii a na arithmometr připadala jen polovina celkové produkce.